# Будняк Галина Антонівна
Галина Антонівна Будняк (* 6 серпня 1952 року, с. Филинці Любарський район Житомирська область) - українська поетеса, публіцистка, нарисовиця. Членкиня Національної спілки журналістів України (НСЖУ).

## Біографія
Галина Будняк народилася 6 серпня 1952 р. в с. Филинці Любарського району Житомирської області (Україна). Закінчила Одеський технікум харчової промисловості, факультет журналістики Київського національного університету імені Т. Г. Шевченка, де дипломну роботу підготувала під керівництвом письменника, лауреата Шевченківської премії Степана Колесника, який вів на факультеті спецкурс нарису. 
Працювала слюсаркою на хлібному заводі, робітницею цеху пиво-безалкогольних напоїв у Сокирянах, інженеркою-конструкторкою Сокирянського філіалу Коломенського тепловозобудівного заводу. З 1991 р. і до виходу на пенсію - кореспонденткою, відповідальною секретаркою Сокирянської районної газети «Дністрові зорі», друкувалася в інших виданнях, зокрема в газеті «Буковинське віче». 

## Творчі набутки
З-під пера журналістки вийшла серія нарисів про відомих, зіркових людей Сркирянщини: «Азбука життя журналіста і поета» [про Олексія Бондара], «Коли тьм’яніють нагороди» [про почесну громадянку Сокирян Лідію Гнатівну Любинецьку], «Скарби будинку на Аптечній» [про непересічну родину аптекаря Щуки, яка мешкала у Сокирянах у ХІХ-ХХ ст.], «Гріє душу краса» [про художницю, педагогиню Валентину Ярову]…
Галині Будняк з композитором Михайлом Мафтуляком належать лірична пісня «Жоржини в саду» (збірник «Першоцвіти», 2004. – С. 73-76), «Пісня про ВПУ» [колективу Сокирянського вищого професійного училища присвячено], «Лебеді» (збірник «Лунає музика землі…», 2008. – С. 29-30, 43-44). Претеса також написала «Пісню про Сокиряни», де є такі слова: 	І куди б не вели нас дороги,
Повертаємо завжди сюди –
В Сокиряни, на отчі пороги,
Від яких ми пішли у світи.